# Маматкасымов, Рустам Маматюнусович
Рустам Маматюнусович Маматкасымов (14 мая 1972) — киргизский футболист, вратарь.

## Биография
Дебютировал в высшей лиге Кыргызстана в 1994 году в составе клуба «Ак-Алтын» (Кара-Суу). В ходе сезона 1995 года перешёл в «Семетей» (Кызыл-Кия), с которым стал бронзовым призёром чемпионата и обладателем Кубка Кыргызстана. В 1996 году выступал за «Динамо-Алай» (Ош).
В 1997 году играл за «Жаштык» (Ош). Со следующего года команда перебазировалась в Кара-Суу и стала называться «Жаштык-Ак-Алтын», вратарь выступал за неё до конца карьеры. Становился чемпионом Кыргызстана (2003), серебряным (2001, 2002) и бронзовым (1999, 2004, 2005, 2006, 2007) призёром чемпионата, финалистом Кубка Кыргызстана (2001, 2002, 2003, 2004, 2005, 2006). Далеко не во всех сезонах был основным вратарём команды. Всего в составе «Жаштыка» (с учётом игр за «Ак-Алтын» в 1994—1995 годах) сыграл более 120 матчей в высшем дивизионе. Участник Кубка чемпионов Содружества 2001 года (2 матча) и 2004 года (3 матча).